# Ulica Kulparkowska
Ulica Kulparkowska (ukr. вулиця Кульпарківська, Wułycja Kulparkiwśka) – jedna z głównych ulic Lwowa, biegnąca od dawnej Rohaczki Horodotskiej przy ulicy Gródeckiej.
Przebiega przez tereny Kulparkowa i Skniłówka do granic miasta i łączy się z autostradą Lwów – Pustomyty – Szczyrec – Medenychi.

## Nazwa
Współczesna nazwa powstała na początku XX wieku jako droga Kulparkowska i jest związana z podmiejską wsią Kulparków, która w 1930 roku została włączona do Lwowa. Na przestrzeni dziejów nazwa ulicy zmieniała się kilkakrotnie, ale od 1944 roku pozostaje niezmienna.

## Budynki
Zabudowa ulicy, w zależności od miejsca, łączy klasycyzm, modernizm, konstruktywizm. Na Kulparkowskiej zachowały się również niskie domy dawnych wsi Kulparków i Sknylivok. Na Kulparkowska znajduje się nowoczesny budynek z 2000 roku o przeznaczeniu mieszkaniowym i komercyjnym. Przy ulicy Kulparkowskiej 95 znajduje się najsłynniejszy budynek na tej ulicy - kompleks budynków Lwowskiego Obwodowego Szpitala Psychiatrycznego, który we Lwowie nosi również nieoficjalną nazwę "Kulparkiw". Szpital dla psychicznie chorych został założony w 1876 roku.

## Transport
Ulica Kulparkowska ma duże znaczenie w schemacie komunikacyjnym Lwowa - zapewnia połączenie głównego i podmiejskiego dworca kolejowego Lwowa z dzielnicami Kulparków, Skniłówek i Sichów oraz z przyległymi wsiami na południe od Lwowa.
Znaczna część ulicy - od początku do skrzyżowania z ulicą Naukową - posiada trasy autobusów miejskich.
W 1980 r. poprowadzono linię trolejbusową na odcinku ul. Kulparkowskiej - od ul. Bohaterów UPA do skrzyżowania z ul. Naukową.